# Советников, Михаил Алексеевич
Михаил Алексеевич Советников (27 октября (8 ноября) 1892 года, Москва, Российская империя — 3 августа 1937) — советский государственный деятель, председатель Челябинского облисполкома (1935—1937).

## Биография
С 9 лет был наемным рабочим на московских кондитерских предприятиях и в частных конторах. В 1905 г. участвовал в революционном восстании. В 1912—1915 гг. — член Партии социалистов-революционеров, член РКП(б) с 1919 г.
Окончил торговое училище, в 1913 г. — Курсы машинистов-стенографистов.
В 1913—1915 гг. — конторщик Московского страхового общества, в 1915—1917 гг. в русской армии, воевал на фронтах Первой мировой войны. Унтер-офицер русской армии. После контузии был зачислен в 8-й запасной полк Брянска. В 1917 г. участвовал в революционных событиях: готовил аресты и смену командного состава царской армии, состоял в 1-м полковом комитете, в президиуме солдатской секции Брянского Совета рабоче-солдатских депутатов, который возглавлял с мая по декабрь.
В 1917—1918 гг. — председатель Брянского Совета (Орловская губерния), в 1918—1919 гг. — член Президиума Московского губернского СНХ.
С началом Гражданской войны добровольно ушел на фронт, в 1919—1920 гг. — комиссар штаба 13-й армии.
- 1920—1921 гг. — заместитель председателя Московского губернского СНХ,
- 1921—1922 гг. — председатель Московского коммунального хозяйства,
- 1922—1923 гг. — заместитель председателя исполнительного комитета Пермского губернского Совета,
- 1923—1924 гг. — председатель исполнительного комитета Пермского окружного Совета,
- 1924—1926 гг. — секретарь исполнительного комитета Уральского областного Совета,
- 1929—1930 гг. — заместитель председателя исполнительного комитета Уральского областного Совета,
- 1926—1929 гг. — заведующий Уральским областным земельным управлением,
- 1930—1933 гг. — председатель Правления треста «Ураллес»,
- 1933—1934 гг. — заведующий Уральским областным земельным управлением
- 1934—1935 гг. — председатель совета по организации Челябинской области[1].
- 1935—1937 гг. — председатель Челябинского облисполкома[1].

В январе 1937 г. получил выговор за сокрытие факта подписания в 1921 г. троцкистской платформы. 12 мая 1937 г. он был арестован, был приговорен к смертной казни за участие в контрреволюционной террористической вредительской организации правых на Урале и 3 августа того же года — расстрелян. Реабилитирован в 1956 г.

## Награды и звания
Награжден орденом Ленина (1935).